# おおたとしまさ
おおた としまさ（本名：太田 敏正、1973年10月14日 - ）は、日本の育児・教育・中学受験ジャーナリスト。海外で翻訳されている著書も多い。

## 略歴
東京都生まれ。麻布中学校・高等学校卒業、東京外国語大学英米語学科中退、上智大学外国語学部英語学科卒業。30歳で株式会社リクルートから独立後、数々の育児誌・教育誌の編集にかかわる。主に中学受験業界を専門に評論する。教育や育児に関する著書多数（当初は本名の太田敏正を用いていた）。心理カウンセラーの資格、中高の教員免許を持ち、私立小学校での教員経験もある。

## 人物
- 酒はやらない（やめた）[1]
- 嫌いな言葉は「ルール」[6][1]
- 2児（1男1女）の父親[7]であり、教育方針は「放任」
- わが子に伝えたいと思うことは「自分をごまかすことをしない」「卑怯なことをするな」「自分がどんな視点で世の中をみるのかは君次第なんだよ」の3つ[8]。
- 「これが地球だ」と言える景色を見せて我が子のたくましさを育むため、10歳になったとき父子旅を実行した。息子をアフリカのタンザニアへ、娘をオーストラリアのタスマニア島へそれぞれ連れて行った[9]。
- 幼少期、近所にラモス瑠偉が住んでいてよく遊んでもらった。キャプテン翼世代なのでサッカーをやりたかったが、地元の公立中学校にはサッカー部がなかった。それが中学受験のモチベーションとなり、麻布学園への進学後は中高6年間サッカー部を続けられた[10]。
- 教育観を確立したのは麻布中学・高校時代と自覚する。通産省の官僚だった祖父も同校出身者である[11]。
- リクルート時代、海外旅行情報誌AB-ROAD（エイビーロード）の編集を担当するなどして、モーレツ社員だった。
- ツイッターでは2時間置きに著書の一部分を抜き出して発信し続けている。
- 毎日のパソコン作業でクセがついてしまい、猫背になっていた。慢性的な腰痛・肩こりに悩む中で偶然カイロプラクティックを知り、取材を積み重ねて本の出版に至った[12][13]。

## 主張
- 「いい学校は足を踏み入れただけでわかる」[14]
- 中学受験上危険な親は「学歴コンプレックスを持つタイプ」と「自分自身も難関校、一流大、一流企業といった負け知らずのタイプ」の2タイプ[15]。
- 我が子を「朝は起こさなくていい」[16][17]
- 子どもに必要なのは、多数のツールではなく1本の個性的なナイフ[18]。
- 時代の変化についていく適応力として、「虫の目、鳥の目、魚の目を身につけよう」と子どもたちへよく言っている。そして、これら3つの目に加えて自分軸を持つことが欠かせない[19]。
- 中高一貫校には、反抗期を乗り越えた高校生を目の当たりにして、思春期における精神的成熟を意識しながら育つことができる大きなメリットがある[20]。
- 2020年度はもちろん、さらなる大学入試改革が予定されている2024年度についても中学受験における学力上位層は全く影響を受けないので、思い詰めて大学付属校を選ぶほどのことではない[21]。

## 著書
年間7-8冊ものハイペースで執筆し続けている。
- 『笑われ力』太田敏正著、石原壮一郎監修 ポプラ社 2008年、ISBN 978-4591106136
- 『パパのネタ帖 子どもとの時間が濃ゆ～くなる!』赤ちゃんとママ社 2009年、ISBN 978-4870140530
- 『男子校という選択』日本経済新聞出版社（日経プレミアシリーズ）2011年、ISBN 978-4532261443

### 2012年
- 『男の子育てにくい子ほどよく伸びる』主婦の友社 2012年、ISBN 978-4072845462、ISBN 978-4072845462
- 『名門中学の子どもたちは学校で何を学んでいるのか 中学受験 東西難関12校の教育』ダイヤモンド・ビッグ社 2012年、ISBN 978-4478043479
- 『女子校という選択』日本経済新聞出版社（日経プレミアシリーズ）2012年、ISBN 978-4532261818
- 『中学受験という選択』日本経済新聞出版社（日経プレミアシリーズ）2012年、ISBN 978-4532261726
- 『パパのトリセツ』ディスカヴァー・トゥエンティワン 2012年、ISBN 978-4799312018

### 2013年
- 『麻布中学校・高等学校 中学受験注目校の素顔』ダイヤモンド・ビッグ社（学校研究シリーズ）2013年、ISBN 978-4478044858
- 『間違いだらけの中学受験』ベスト新書 2013年、ISBN 978-4584124253
- 『開成中学校・高等学校 中学受験注目校の素顔』ダイヤモンド・ビッグ社（学校研究シリーズ）2013年、ISBN 978-4478044841
- 『武蔵高等学校中学校 中学受験注目校の素顔』ダイヤモンド・ビッグ社(学校研究シリーズ 2013年、ISBN 978-4478044865
- 『13歳からの「男の子」の育て方 「思春期の心」がわからなくなったら』PHP研究所 2013年、ISBN 978-4569807737
- 『「思春期男子」の見守り方』PHP文庫 2016年、ISBN 978-4569765709
- 『灘中学校・高等学校 中学受験注目校の素顔』ダイヤモンド・ビッグ社(学校研究シリーズ 2013年、ISBN 978-4478044872
- 『もし中学受験で心が折れそうになったら』KADOKAWA 2013年、ISBN 978-4047291720
- 『ガミガミ母さん、ダメダメ父さんから抜け出す68の方法』サンマーク出版 2013年、ISBN 978-4763132727
- 『忙しいビジネスマンのための3分間育児』ディスカヴァー携書 2013年、ISBN 978-4799313220

### 2014年
- 『進学塾という選択』日本経済新聞出版社（日経プレミアシリーズ）2014年、ISBN 978-4532262327
- 『豊島岡女子学園中学校・高等学校 中学受験注目校の素顔』ダイヤモンド・ビッグ社（学校研究シリーズ）2014年、ISBN 978-4478046456
- 『女子学院中学校・高等学校 中学受験注目校の素顔』ダイヤモンド・ビッグ社（学校研究シリーズ）2014年、ISBN 978-4478046449
- 『名門中学の入試問題を解けるのはこんな子ども 問題に込められたメッセージを読み解く』日経BP社 2014年、ISBN 978-4822273996
- 『オバタリアン教師から息子を守れ クレーマーとは呼ばせない!親の心得』中公新書ラクレ 2014年、ISBN 978-4121504920

### 2015年
- 『鷗友学園女子中学高等学校 中学受験注目校の素顔』ダイヤモンド・ビッグ社（学校研究シリーズ）2015年、ISBN 978-4478046791
- 『渋谷教育学園幕張中学校・高等学校 中学受験注目校の素顔』ダイヤモンド・ビッグ社（学校研究シリーズ）2015年、ISBN 978-4478047996
- 『小学生の親が高校受験のために今からすべきこと 学習塾「京進」講師陣からのアドバイス』旺文社 2015年、ISBN 978-4010600108
- 『追いつめる親 「あなたのため」は呪いの言葉』毎日新聞出版 2015年、ISBN 978-4620323190
- 『名門校とは何か? 人生を変える学舎の条件』朝日新書 2015年、ISBN 978-4022736017
- 『親が後悔しない、子供に失敗させない中学受験塾の選び方 塾の違いは『スモールステップ〈1週間の学習サイクル〉』に表れる!』ダイヤモンド・ビッグ社 2015年、ISBN 978-4478048269
- 『中学受験進路で迷ったら中高一貫校を選びなさい 6年間であなたの子供はこんなに変わる!』ダイヤモンド・ビッグ社 2015年、ISBN 978-4478047880

### 2016年
- 『ルポ塾歴社会 日本のエリート教育を牛耳る「鉄緑会」と「サピックス」の正体』幻冬舎新書 2016年、ISBN 978-4344984073
- 『男子御三家 なぜ一流が育つのか』中公新書ラクレ 2016年、ISBN 978-4121505477
- 『大学付属校という選択 早慶MARCH関関同立』日本経済新聞出版社（日経プレミアシリーズ）2016年、ISBN 978-4532263287
- 『東邦大学付属東邦中学校高等学校 中学受験注目校の素顔』ダイヤモンド・ビッグ社（学校研究シリーズ）2016年、ISBN 978-4478049563
- 『ルポ父親たちの葛藤 仕事と家庭の両立は夢なのか』PHPビジネス新書 2016年、ISBN 978-4569830681
- 『浅野中学校・高等学校 中学受験注目校の素顔』ダイヤモンド・ビッグ社（学校研究シリーズ）2016年、ISBN 978-4478049570
- 『育てにくい男の子 ママのせいではありません』主婦の友社 2016年、ISBN 978-4074144341

### 2017年
- 『習い事狂騒曲 正解のない時代の「習活」の心得』ポプラ新書 2017年、ISBN 978-4591154212
- 『桐朋中学校・高等学校 中学受験注目校の素顔』ダイヤモンド・ビッグ社（学校研究シリーズ）2017年、ISBN 978-4478821060
- 『名門校の「人生を学ぶ」授業』SB新書 2017年、ISBN 978-4797390353
- 『名門校「武蔵」で教える東大合格より大事なこと』集英社新書 2017年、ISBN 978-4087208979
- 『〈喧嘩とセックス〉夫婦のお作法』イースト新書 2017年、ISBN 978-4781650838
- 『公立中高一貫校に合格させる塾は何を教えているのか ひとり勝ち「enaの授業」から分かること』青春新書INTELLIGENCE 2017年、ISBN 978-4413045278
- 『巣鴨中学校・高等学校 中学受験注目校の素顔』ダイヤモンド・ビッグ社（学校研究シリーズ）2017年、ISBN 978-4478821077
- 『なぜ、東大生の3人に1人が公文式なのか?』祥伝社新書 2017年、ISBN 978-4396114954

### 2018年
- 『ルポ東大女子』幻冬舎新書 2018年、ISBN 978-4344984905
- 『地方公立名門校』朝日新書 2018年、ISBN 978-4022737656
- 『受験と進学の新常識―いま変わりつつある12の現実―』新潮新書 2018年、ISBN 978-4106107849

### 2019年
- 『いま、ここで輝く。 超進学校を飛び出したカリスマ教師「イモニイ」と奇跡の教室』エッセンシャル出版社 2019年、ISBN 978-4907838980
- 『世界7大教育法に学ぶ才能あふれる子の育て方 最高の教科書』大和書房 2019年、ISBN 978-4479784746
- 『21世紀の「男の子」の親たちへ――男子校の先生たちからのアドバイス 21世紀の親たちへ』祥伝社 2019年、ISBN 978-4396617004
- 『ルポ教育虐待 毒親と追いつめられる子どもたち』ディスカヴァー・トゥエンティワン 2019年7月12日、ISBN 978-4799325353
- 『新・男子校という選択（日経プレミアシリーズ）』日本経済新聞出版、2019年10月9日、ISBN 978-4532264109
- 『新・女子校という選択（日経プレミアシリーズ）』日本経済新聞出版、2019年10月9日、ISBN 978-4532264116
- 『大学入試改革後の中学受験』祥伝社新書、2019年11月1日、ISBN 978-4396115890

### 2020年
- 『21世紀の「女の子」の親たちへ――女子校の先生たちからのアドバイス 21世紀の親たちへ』祥伝社 2020年、ISBN 978-4396617271
- 『中学受験生に伝えたい勉強よりも大切な100の言葉』小学館、2020.7
- 『中学受験の親たちへ 子どもの「最高」を引き出すルール』安浪京子共著、大和書房、2020.9
- 『麻布という不治の病 めんどくさい超進学校』小学館新書 2020.10
- 『究極の子育て : 自己肯定感×非認知能力 10歳までに一生ものの土台ができる』監修, STUDY HACKERこどもまなび☆ラボ 編、プレジデント社、2020.11

### 2021年
- 『超進学校トップ10名物対決』(日経プレミアシリーズ)日経BP日本経済新聞出版本部、2021.1
- 『パパのトリセツ2.0』モチコ イラスト、ディスカヴァー・トゥエンティワン、2021.2
- 『正解がない時代の親たちへ 名門校の先生たちからのアドバイス〈エッセンシャル版』祥伝社、2021.9
- 『ルポ森のようちえん SDGs時代の子育てスタイル』集英社新書 2021.10
- 『なぜ中学受験するのか?』光文社新書 2021.11

### 2022年
- 『ルポ名門校 「進学校」との違いは何か?』ちくま新書 2022.4
- 『不登校でも学べる 学校に行きたくないと言えたとき』集英社新書 2022.8
- 『子育ての「選択」大全 正解のない時代に親がわが子のためにできる最善のこと』KADOKAWA、2022.9
- 『勇者たちの中学受験 わが子が本気になったとき、私の目が覚めたとき』大和書房、2022.11
- 『中学入試超良問で学ぶニッポンの課題』中公新書ラクレ  編著, 蟹江憲史,山本祐 監修、2022.12

### 2023年
- 『人生で大切なことは、ほぼほぼ子どもが教えてくれた。』集英社文庫 2023.8
- 『中学受験生を見守る最強メンタル!』光文社、2023.10
- 『中受離婚 夫婦を襲う中学受験クライシス』集英社、2023.11
- 『ルポ無料塾 「教育格差」議論の死角』集英社新書 2023.12

### 2024年
- 『学校に染まるな！　バカとルールの無限増殖』ちくまプリマー新書、2024年

### 共編著
- 『アラフォー男子の憂鬱』常見陽平共編著 日本経済新聞出版社（日経プレミアシリーズ）2013年、ISBN 978-4532262198
- 『子どもはなぜ勉強しなくちゃいけないの?』正続 編著 日経BP社 2013-14年、ISBN 978-4822223823
- 『生きる力ってなんですか?』編・著 日経BP社 2014年、ISBN 978-4822273835
- 『〈背骨&骨盤〉ゆがみを直せば若返る! おうちでできるアメリカ発カイロプラクティック』編著、全国健康生活普及会監修 ダイヤモンド社 2015年、ISBN 978-4478061299
- 『「働き方改革」の不都合な真実』常見陽平共著 イースト・プレス 2017年、ISBN 978-4781615875
- 『受験生をふりまわすな！ 入試大混乱』竹内洋、佐藤郁哉、苅谷剛彦、天野一哉、鈴木寛、南風原朝和、今井むつみ、倉元直樹、三田紀房、高瀬志帆、荻野文子、石井遊佳、千葉雅也著 中央公論新社、2020年2月25日、ASIN B0851DN8CP
- 『中学受験生に伝えたい 勉強よりも大切な100の言葉〜「二月の勝者」×おおたとしまさ〜』 高瀬志帆共著 小学館 2020年6月30日、ISBN 978-4093887793
- 『中学受験の親たちへ〜子どもの「最高」を引き出すルール』安浪京子共著 大和書房 2020年8月27日、ISBN 978-4479393504

## 寄稿
大学進学実績や偏差値のみで学校の価値を測る雑誌への執筆は断るというスタンスをとる。
- 麻布学園PTA会報 「放蕩息子の宝物」(2014.3)[24]
- 名門校の不思議な授業 夜の山道30kmに挑む｢名門男子校｣の独特授業（2017年6月14日）[25]
- トークイベント「イギリスの教育・麻布の教育」レポート（2018年8月17日、東京都渋谷区、代官山蔦屋書店）[26]
- 受験情報ブログ 帰国生は苦労も多い!?啓明学園（2019年6月5日）[27]
- 受験情報ブログ 「定期試験なし、通知表なし」を50年前から続ける学校（桐朋女子・前編）（2020年5月14日）[28]
- 出世ナビ 新学校の素顔 高校生社長までいる「東大に一番近い進学校」の素顔（2016年11月13日）[29]
- 出世ナビ 新学校の素顔 「東大王」鍛えた　開成・クイズ研究部の早押し特訓（2019年9月8日）[30]
- 出世ナビ 新学校の素顔 東大進学トップ　開成、厚いOBと駆け上がった歴史（2019年9月22日）[31]
- 出世ナビ 新学校の素顔 武蔵、息づく学問の伝統　新校長が描く「進化」の道（2019年10月6日）[32]
- 出世ナビ 新学校の素顔 「白鹿」ゆかり名士の泉　甲陽学院が寄付受けないワケ（2019年12月1日）[33]
- 出世ナビ 新学校の素顔 一貫校でも中高別居、進路は助言のみ　甲陽学院の自律（2019年12月8日）[34]
- 出世ナビ 新学校の素顔 冬の六甲山踏破しいい湯だな 甲陽学院変わる伝統行事（2019年12月15日）[35]
- 出世ナビ 新学校の素顔 医学部進学の名門　東海、生きる「僧侶養成校」の伝統（2020年3月1日）[36]
- 出世ナビ 新学校の素顔 「甲子園」連覇　強豪・麻布高オセロ部と伝説の顧問（2019年11月3日）[37]
- 出世ナビ 新学校の素顔 校則も生徒会もない理由　麻布、「自由」への高校紛争（2019年11月10日）[38]
- 出世ナビ 新学校の素顔 「数学五輪」の常連、灘の数研 先生もかなわない才能（2020年1月5日）[39]
- 出世ナビ 新学校の素顔 「渋谷幕張の奇跡」 急成長の源は3つの目標と校長講話（2020年2月2日）[40]
- 出世ナビ 新学校の素顔 スマホもパソコンも禁止　名門ラ・サールの「寮生活」（2020年4月5日）[41]
- 出世ナビ 新学校の素顔 京大合格ランキング　どうして大阪の公立校が急伸（2020年8月2日）[42]
- モンテッソーリ教育とシュタイナー教育から学ぶ、子育てのヒント|世界2大教育法から学ぶ（2019年8月21日）[43]
- 塾が教えない中学受験必笑法1 結果を受け入れるたくましさが身に付けば　受験は大成功（2019年4月6日）[44]
- 塾が教えない中学受験必笑法2 中学受験に、過大な意味を持たせない　得られた選択肢を最大限に生かそう（2019年6月1日）[45]
- 塾が教えない中学受験必笑法3 目先の1点を稼ぐことより、親として伝えるべき大事なことがある（2019年7月6日）[46]
- 塾が教えない中学受験必笑法4 無理やり勉強させるのではなく、安心感を与えることが親の役割（2019年8月3日）[47]
- 塾が教えない中学受験必笑法5 消しゴムのカスは努力の証し　ひと夏の努力が水の泡になることはない（2019年9月7日）[48]
- 塾が教えない中学受験必笑法6 子どもと学校の相性、どう判断？ 文化祭での見極め方（2019年10月7日）[49]
- 塾が教えない中学受験必笑法7 大学入試が激動…中学はどう選ぶ？　「○○対応」に注意（2019年11月8日）[50]
- 塾が教えない中学受験必笑法8 入試直前、親が焦ったら？　「成功」につながる思考方法（2019年12月7日）[51]
- 塾が教えない中学受験必笑法9 中学受験当日を迎えた君へ　全ての頑張りに贈り物がある（2020年2月1日）[52]
- 塾が教えない中学受験必笑法10 中学受験、全入時代は終わった　合格か否かを分けたもの（2020年3月9日）[53]
- 塾が教えない中学受験必笑法11 個別塾で中学受験は万全か　過熱地域は「7割が利用」説（2020年4月6日）[54]
- 塾が教えない中学受験必笑法 特別編 コロナ禍の中学受験どうなる？　最大の敵は「親の不安」（2020年5月1日）[55]
- 塾が教えない中学受験必笑法12 休校中の勉強、ダメでも責めないで　「呪いの言葉」注意（2020年6月5日）[56]
- 塾が教えない中学受験必笑法13 Zoom？動画？揺れた塾　中学受験、親が選ぶべき道は（2020年7月3日）[57]
- 塾が教えない中学受験必笑法14 1学期の成績「つけない」 栄光学園の狙いとメッセージ（2020年8月1日）[58]
- 塾が教えない中学受験必笑法15 親子で乗り切った過酷な夏休み、例年との比較はやめよう（2020年9月5日）[59]
- Yahoo!ニュース - 個人 『ロサドさんの木工小屋～A Man for Others～』名門校を見守る“スーパー用務員”さんの話（2019年12月25日）[60]
- Yahoo!ニュース - 個人 英語で美術についての議論ができるひとを育てる 女子美術大学付属高等学校・中学校（2）（2020年4月30日）[61]
- Yahoo!ニュース - 個人 「withコロナ」時代の学校の「あり方」を模索する　ミネルヴァ大学大学院と新渡戸文化学園の事例から（2020年6月23日）[62]

## 出演
取り上げられ方によっては中学受験が商業主義に陥ることを危惧しており、番組趣旨を勘案した上で出演している。
- J-WAVE HELLO WORLD 特集「男子校パラダイス」（2014年11月7日）[64]
- BSテレビ東京 THE名門校 日本全国すごい学校名鑑 - 解説
- JFN系FM局ネット OH! HAPPY MORNING - 準レギュラー 隔週木曜（2020年6月4日、18日、7月2日、16日、30日、8月13日『頼み上手・頼まれ上手に育てるには？』、27日『子どもがカンニングしていたら？』、9月10日『日本の子どもの精神的幸福度』）
- Podcast QR 【中学受験】おおたとしまさの「校長室訪問」（2021年7月5日 - ）

## 講演会
- お父さんの子育て流儀～忙しくても育児はできる！～（2014年10月26日、香川県高松市、さぬきこどもの国こども劇場）[65]
- 麻布生の生態系と進化論、パネルディスカッション（2015年11月14日、東京都港区、麻布学園講堂）[66]
- おおたとしまささん講演会（2015年12月16日、神奈川県横浜市、中学受験塾Surpass）[67]
- トークイベント「真剣40代男女しゃべり場　生き方、働き方忘年会議」（2016年12月15日、東京都世田谷区、下北沢B＆B）[68]
- 「現役東大生vsおおたとしまさ」中学受験勉強を始めるまでに、やっておくべきこと、やってはいけないこと（2017年4月8日、東京都新宿区、紀伊國屋書店新宿本店）[69]
- 埼玉西部私立中高一貫11校フェスタおおたとしまさ氏講演会“私立”という選択肢とその魅力（2017年4月29日、埼玉県川越市、ウェスタ川越）[70]
- おおたとしまさ×今尾朝子×宇都直也「夫婦関係がうまくいく生き方、働き方」『〈喧嘩とセックス〉夫婦のお作法』（イースト・プレス）刊行記念（2017年5月19日、東京都世田谷区、本屋 B&B）[71]
- 東京私立女子中学校フェスタ 2017特別公講演（2017年6月4日、東京都文京区、京華女子中学校4階講堂）[72]
- 「男子校トークライブ」（2017年10月29日、東京都港区、芝中学･高等学校）[73]
- 『名門校「武蔵」で教える東大合格より大事なこと』刊行記念 おおたとしまさ（著者）＆神田憲行（ゲスト）講演会（2017年10月3日、東京都新宿区、紀伊国屋書店新宿本店）[74]
- 麻布学園第18回ホーム・カミング・デイ対談会「麻布という不治の病」（2018年4月1日、東京都港区、麻布学園）[75]
- 保護者向け講演「我が子に合う学校に出会える方法」（2018年5月19日、東京都北区、女子聖学院中学校・高等学校クローソンホール）[76]
- 保護者向けミニセミナー「女子校という選択」（2018年6月9日、東京都北区、女子聖学院中学校・高等学校）[77]
- 筑紫女学園中学校・高等学校特別講演会（2018年8月4日、福岡県福岡市、筑紫女学園中学校・高等学校講堂）[78]
  - 「おおたとしまさ氏×松尾圭子筑紫女学園中学校・高等学校校長特別対談」 女子校という選択（2018年8月4日、福岡県福岡市）[79]
- 「芝×桐朋×武蔵」特別トークイベント（2018年10月28日、東京都港区、芝中学･高等学校講堂）[80]
- 「中学受験 親の関わり方」特別講演会（2019年3月30日）[81]
- 講演会『本当に子供のためになる事』（2019年6月16日、神奈川県横浜市、ハウスクエア横浜）[82]
- 『いま、ここで輝く。超進学校を飛び出したカリスマ教師「イモニイ」と奇跡の教室』 おおたとしまささん（著者）×井本陽久さん（イモニイ）トーク＆サイン会（2019年6月17日、東京都新宿区、紀伊国屋書店新宿本店）[83]
- 修道中学校・修道高等学校PTA総会おおたとしまさ氏講演会『21世紀の男の子の親たちへ』（2019年6月29日、広島県広島市、修道中学校・修道高等学校総合体育館）[84]
- 2019年高校生のためのいしかわふるさとセミナー「ふるさとで学ぶ”今”は未来の君の原動力」（2019年7月26日、石川県七尾市、七尾サンライフプラザ）[85]
- 高輪学園父母の会主催講演会（2019年11月30日）[86]
- おおたとしまさ氏 × 伊藤 潤「中学受験をお考えの方へ〜男の子の学校の選び方〜」（2020年5月29日、東京都千代田区、御茶ノ水ソラシティ【Zoomライブ配信】）[87]
- おおたとしまさ氏 × 伊藤 潤「中学受験をお考えの方へ〜女の子の学校の選び方〜」（2020年6月11日、東京都千代田区、御茶ノ水ソラシティ【Zoomライブ配信】）[88]
- 中学受験はするべき？子どもがかわいそう？浮き上がってきたリアルな悩みとは【おおたとしまささん×パパママが本音で座談会 前編】（2020年7月、Zoom）[89]

## その他企画
- 中学受験川柳【特別審査員】おおたとしまさ賞（受賞者 ゆうたパパ）[90]
- おおたとしまさの教育のお悩み「心すっきり相談室」（習い事・進学相談にも対応）[91]
- 旬選ジャーナル＜目利きが選ぶ一押しニュース＞（毎月2人の各界ジャーナリストがニュースや記事を選んで語る[92][93]）【一押しNEWS】大学入試改革失敗の「本質」 2019年10月25日、アエラドット（筆者＝小林哲夫） [94]
- 書評空間（プロの読み手による 書評空間） 書評者 辻泉（中央大学文学部教授）-『男子校という選択』おおたとしまさ(日本経済新聞出版社)[95]